# Sporos de Nicée
Cet article concerne l'astronome et mathématicien grec. Pour l'un des favoris de Néron, voir Sporus.
Sporos de Nicée (en grec ancien Σπορος ; né en 240, mort en 300) est un astronome et un mathématicien de la Grèce antique. 
Il est né à Nicée, en Bithynie (actuelle Turquie).
Ses travaux portent essentiellement sur la quadrature du cercle et la duplication du cube.

## Biographie
Ce que l'on sait de ce géomètre nous vient exclusivement des Commentaires d'Eutocius et d'allusions dans la Collection mathématique de Pappus. Disciple de Philon de Gadara, Sporos était un géomètre déjà réputé par ses recherches quand Pappus apprenait la philosophie,. Cherchant un moyen plus direct que l'usage d'une courbe auxiliaire pour résoudre la trisection de l'angle et la duplication du cube, comme l'avaient fait Dioclès (avec la cissoïde) ou Hippias d'Elis (avec la quadratrice), il imagina de ne recourir qu'à une règle non graduée ; par ce moyen, il n'avait pas besoin de faire intervenir le nombre pi. Selon Eutocius, Sporos aurait reproché à Archimède de s'être borné à encadrer le nombre pi, estimant que son maître Philon l'avait d'ailleurs estimé plus précisément.
Sporos aurait écrit sur la taille du Soleil, sur les comètes et le cercle polaire, et Eutocius cite un de ses traités intitulé Kiria (Kηρια). Il a donné une édition critique des Phénomènes d’Aratos de Soles.